# 広島瓦斯電軌E形電車
広島瓦斯電軌E形電車（ひろしまがすでんきEがたでんしゃ）は、1925年に広島瓦斯電軌（後の広島電鉄）が新製して在籍中の路面電車車両である。後年150形と形式を改めている。現存する156は、車体は戦後に載せ替えたものの、台車など一部の部品は新製当時のままであり、650形と同様に原爆に遭った被爆電車である。

## 概要
梅鉢鐵工所（後の帝國車輛工業）において151 - 160の計10両が新製された。車番は落成当初より151 - 160であるが、形式称号は宮島線向けに新製されたD形電車に次ぐ「E形」とされた。1939年に車番はそのままに形式称号を150形と改められた。
1945年8月6日の広島市への原子爆弾投下で、電車宮島駅（現在の広電宮島口駅）に停泊していた157以外は被災し、特に広島駅近くにいた152と、紙屋町近くにいた153号は全焼の被害を受けたが、1948年4月までに全車復旧された。
1952年に152・153・160を除く7両が車体新造により更新された。更新前の車体は、横浜市の市電保存館に保存されている横浜市電500形に似た一段下降窓を持つ鋼製初期の典型スタイルであった。
車体更新を受けなかった152・153・160は1965年に廃車。他の7両については、広島電鉄の営業運転に使われる単車としては最後まで残存したが、1971年までに全車廃車された。
最後まで運用された156・157は解体処分を免れて静態保存措置が取られた。156が江波車庫の庫内において保管され、157は市内の交通公園に展示保存されたが、157については1984年に市内線開業当時の車両（A形電車）を模したレプリカ車両である100形電車（2代）を新製するに当たって台車および主要機器を供出し、車体は解体処分された。
その後、広島電鉄が主催した電車内被爆者や女性乗務員の集う場で、150形をはじめ400形・450形などの戦時中多く活躍した半鋼製単車が話題となったことが契機となり、1987年にこれら単車中唯一残存した156が奇跡的に復籍して、現在に至っている。復活にあたり、集電装置がビューゲルからZパンタに変更されたほか、扉が自動扉化された。
1987年の原爆の日を挟んだ8月3日から10日まで8号線（横川駅 - 江波）で運用されたが、その後は車籍を残しながらも営業運転には使用されず江波車庫で保管されたままとなっていた。
2020年、同年11月23日の「ひろでんの日2020」に合わせて走行できるように整備し、33年ぶりに本線走行が行われた。
二軸車(鉄道)の車体復元車両は各地に存在するが、その多くは明治時代から大正中期までの路面電車の標準的な形態であったオープンデッキ構造である。よって、車体が半鋼製で扉のついた大正末期から昭和20年代頃のスタイルを留める自走可能な二軸車としては156が全国唯一のものとなった。
車体の復元車ではなく昭和20年代頃の原型を留めていて目立った改造も行われず、営業運転に供することが可能な状態にある二軸車は全国的にも非常に珍しい。

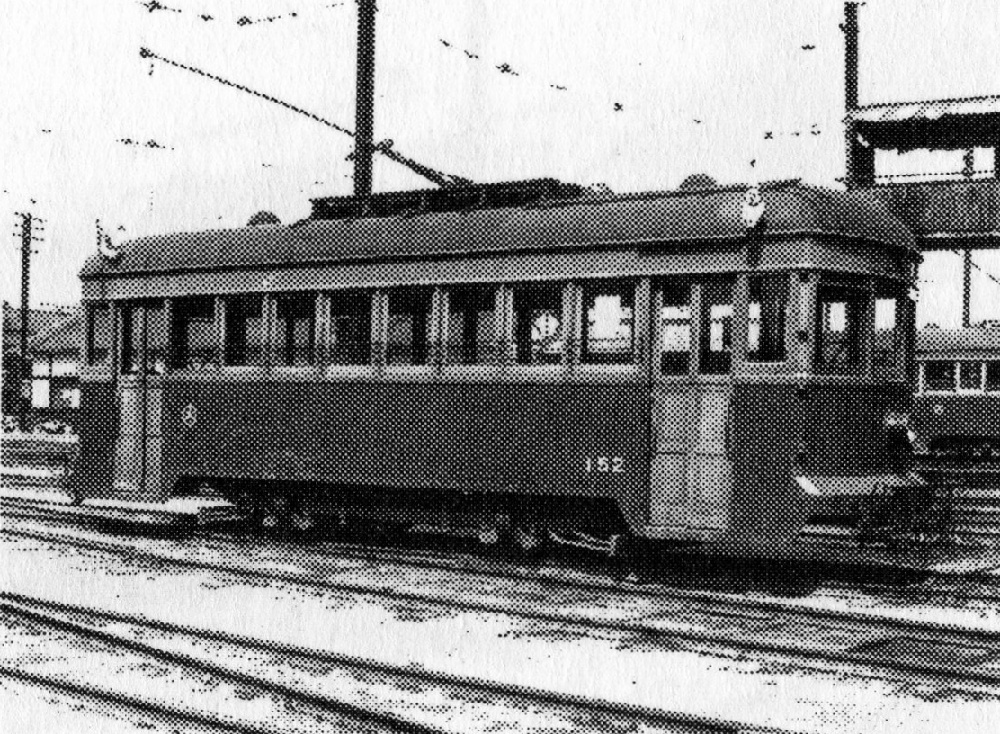
被爆前の152号（1940年頃）
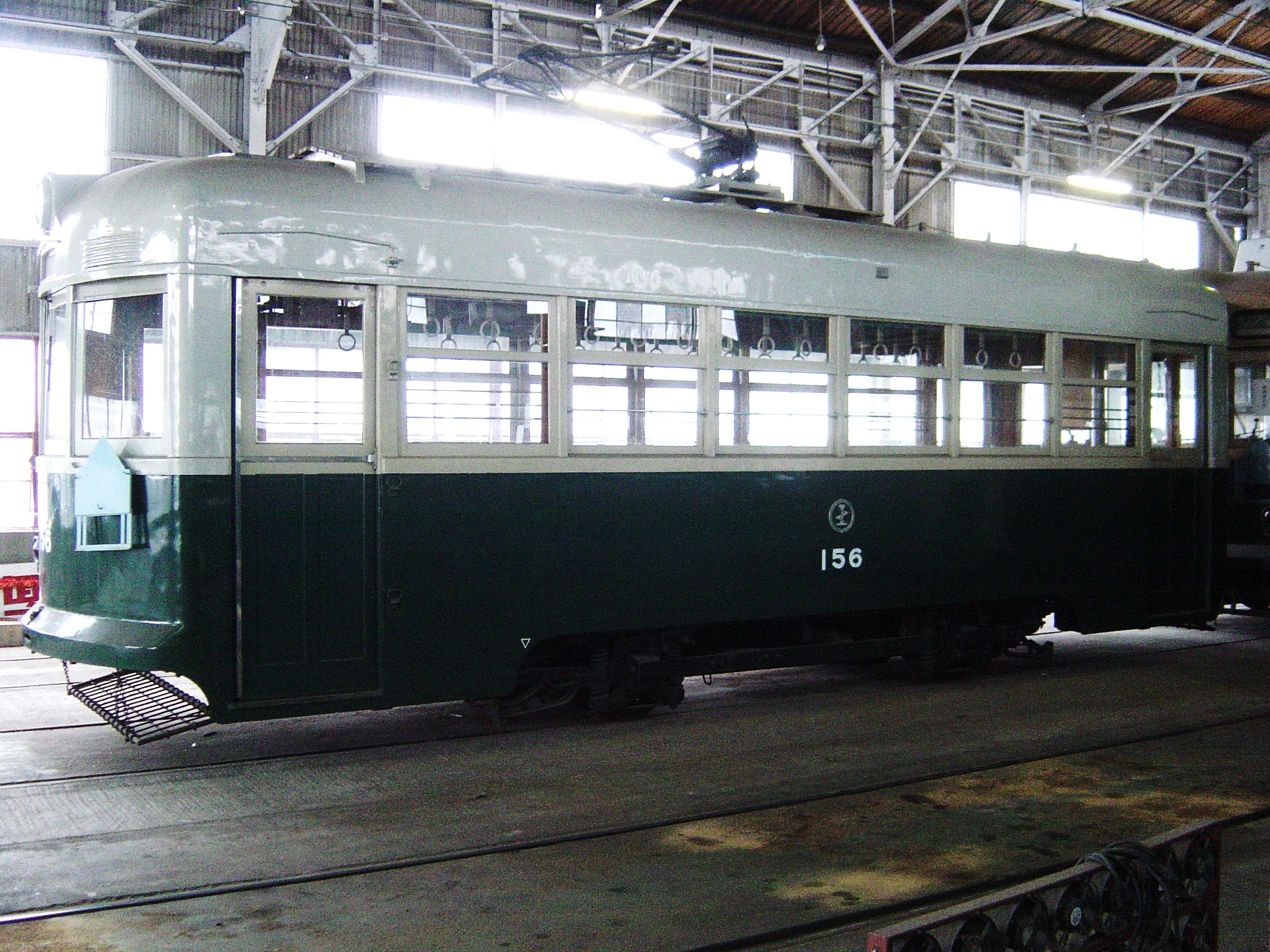
更新後の156号※許可を得て撮影 （2005年1月、江波車庫）
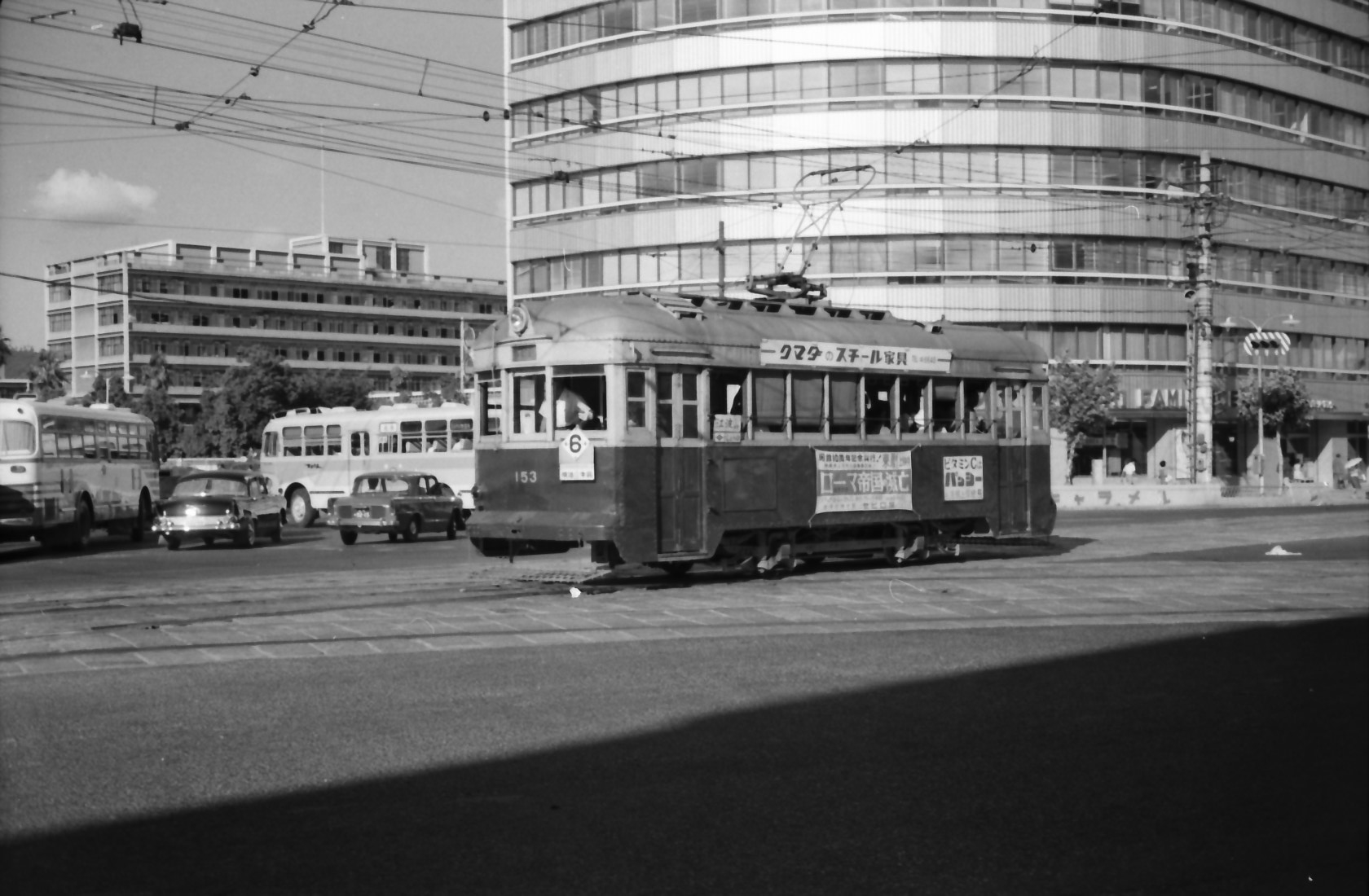
昭和30年代後半　紙屋町交差点を走行中の153号　江波行
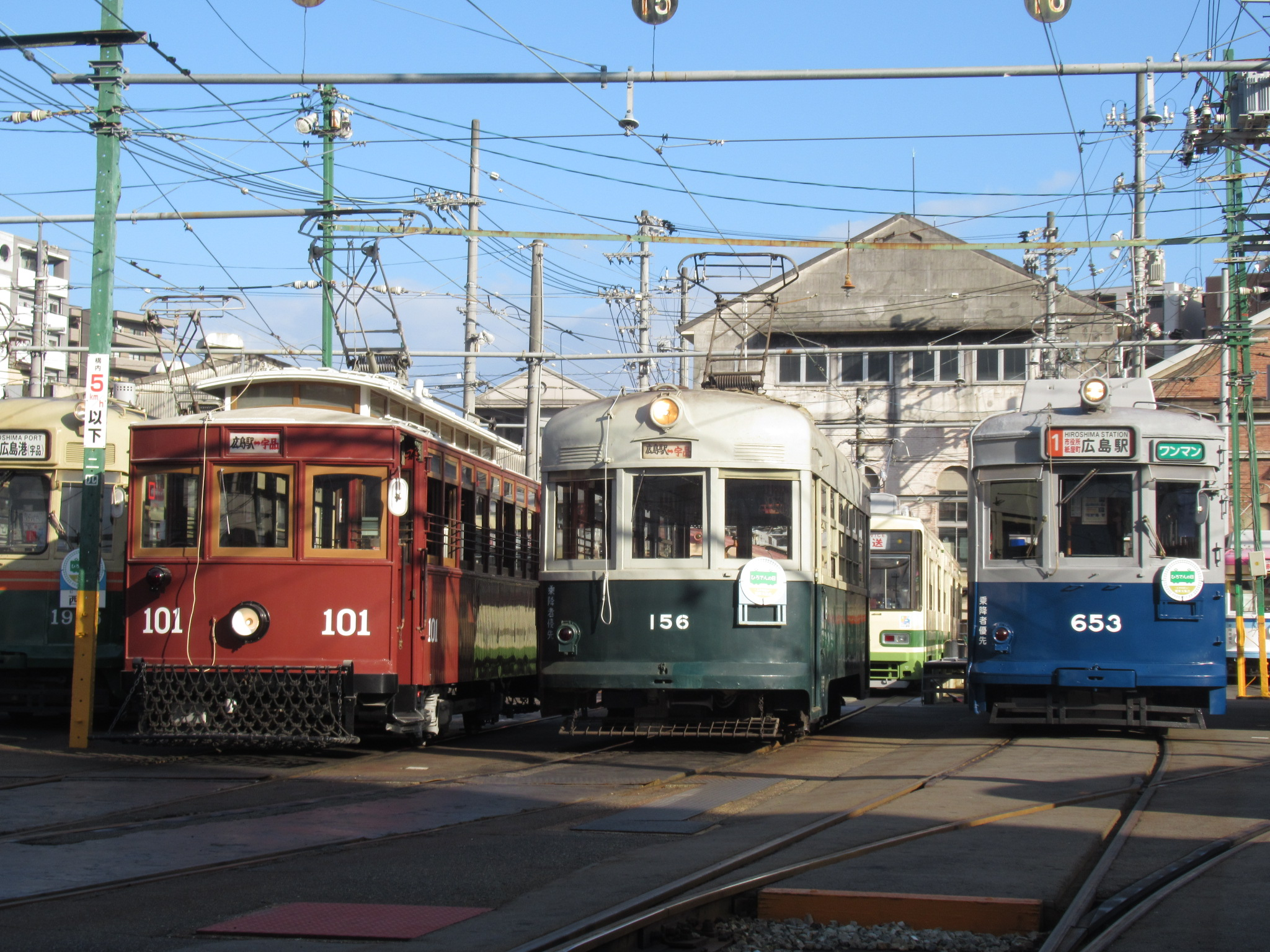
2020年11月23日「ひろでんの日2020」にて展示された156号（写真中央）

## 原子爆弾による被害
| 車番 | 被災場所・状況         | 状態   | 復旧       | 備考 |
| ---- | ---------------------- | ------ | ---------- | ---- |
| 151  | 千田町車庫で被爆       | 中破   | 1947年2月  |      |
| 152  | 広島駅付近で被爆       | 全焼   | 1948年3月  |      |
| 153  | 紙屋町付近で被爆       | 全焼   | 1948年4月  |      |
| 154  | 千田町車庫で被爆       | 小破   | 1945年12月 |      |
| 155  | 広陵前付近で被爆       | 小破   | 1945年9月  |      |
| 156  | 江波付近で被爆         | 中破   | 1946年3月  |      |
| 157  | 電車宮島駅に停泊       | 無被災 | －         |      |
| 158  | 十日市と横川の間で被爆 | 大破   | 1946年1月  |      |
| 159  | 江波付近で被爆         | 大破   | 1946年1月  |      |
| 160  | 千田町車庫で被爆       | 小破   | 1945年12月 |      |

## 各車状況
| 車番 | 竣工      | 車体更新            | 所属車庫           | 備考                                 |
| ---- | --------- | ------------------- | ------------------ | ------------------------------------ |
| 151  | 1925年4月 | 1952年9月-1953年4月 | 1969年10月31日廃車 |                                      |
| 152  | 1925年4月 | 未実施              | 1965年11月15日廃車 |                                      |
| 153  | 1925年4月 | 未実施              | 1965年11月15日廃車 |                                      |
| 154  | 1925年4月 | 1952年9月-1953年4月 | 1969年10月31日廃車 |                                      |
| 155  | 1925年4月 | 1952年9月-1953年4月 | 1969年10月31日廃車 |                                      |
| 156  | 1925年4月 | 1952年9月-1953年4月 | 江波車庫所属       | 1971年5月20日廃車、1987年7月31日復籍 |
| 157  | 1925年4月 | 1952年9月-1953年4月 | 1971年5月20日廃車  | 交通公園に保存後、台車を100形に流用  |
| 158  | 1925年4月 | 1952年9月-1953年4月 | 1969年10月31日廃車 |                                      |
| 159  | 1925年4月 | 1952年9月-1953年4月 | 1969年10月31日廃車 |                                      |
| 160  | 1925年4月 | 未実施              | 1965年12月15日廃車 |                                      |